# 奥马鲁
奥马鲁（英語：Oamaru），北奥塔哥最大的一个城镇，位于新西兰南岛，是怀塔基区的主要城镇。距离南面的蒂马鲁 80 公里，距南面的达尼丁 120 公里。